# Dipodoidea
Dipodoidea — надсемейство грызунов инфраотряда мышеобразных. Включает три семейства и около 115 видов.

## Описание
Длина тела от 4,9 до 28 см, длина хвоста может практически вдвое превышать длину тела. Уши обычно крупные. Задние конечности сильно удлинены (исключение — мышовки, у которых они удлинены очень слабо). Окраска тела разнообразна, от чёрно-бурой до желто — светло-коричневой.
Обитают в основном в степях, полупустынях и пустынях, но, например, лесная мышовка (sicista betulina) встречается в лесах. Встречаются в Африке, Евразии. Большинство передвигаются прыжками. Мышовки и полумыши могут лазать по низкорослым растениям, а полутушканчики — неплохие пловцы. Некоторые тушканчики на зиму впадают в спячку. Большинство живут в норах.
В помёте от 1 до 8 детёнышей. В году у мышовок бывает несколько помётов. Беременность 18 — 42 дня. Лактационный период короткий.